# Carlo Sabatini (militare)
Carlo Sabatini (Alessandria, 3 giugno 1891 – Roma, 23 marzo 1969) è stato un militare italiano, decorato di medaglia d'oro al valor militare a vivente nel corso della prima guerra mondiale.

## Biografia
La famiglia abitò dal 1900 al 1909 a Rignano sull’Arno, luogo di origine del padre, Luigi, classe 1860. Sabatini frequentò la scuola media industriale a Firenze.
Dal foglio matricolare si apprende che alla visita di leva venne giudicato rivedibile e lasciato in congedo illimitato in data 12 maggio 1913, per essere poi collocato tra i soldati di 2ª categoria del distretto di Firenze il 3 giugno seguente. Il 20 luglio venne ammesso a compiere «l’istruzione per anticipazione con gli uomini di 2ª categoria della classe 1892». L’istruzione ebbe luogo dal 20 agosto al 20 dicembre 1913 presso il 33º Reggimento di fanteria della Brigata Livorno.

### La Prima guerra mondiale
Alla fatidica data d’entrata in guerra dell’Italia Sabatini interruppe l’attività tecnico-commerciale in cui era impegnato. Il matricolare recita «Chiamato alle armi per mobilitazione e giunto lì, 24 maggio 1915».
Nel suo diario di guerra afferma che in quella data era già precettato come telegrafista a Tenda, un piccolo comune nella zona delle Alpi Marittime, e che chiese di partire per il fronte.
Il 27 giugno venne assegnato ad una compagnia provvisoria del 33º fanteria della Brigata Livorno. Il 4 luglio partì per il fronte isontino assieme a 300 uomini del 34º con destinazione il Monte Sabotino, dove ebbe subito il comando della 7ª squadra della 19ª compagnia. Il 16 luglio il suo reggimento passò sul fronte di Oslavia. Il 2 settembre venne inviato al corso allievi ufficiali tenuto a Oleis. Ottenuta la nomina di aspirante ufficiale il 20 novembre, venne assegnato all’11º Reggimento di fanteria della Brigata Casale sul Podgora.
Venne promosso sottotenente di complemento il 14 gennaio 1916, con anzianità dal 1º novembre 1915. Dopo aver partecipato ai combattimenti infruttuosi per la presa del costone del Podgora, il 19 marzo venne chiamato quale ufficiale addetto al Comando di reggimento, dove svolse molteplici attività, tra le quali la costruzione della Casa del Soldato a Villanova dello Iudrio. Dopo aver fatto richiesta di tornare in compagnia, il 25 giugno assunse il comando della 2ª sezione mitragliatrici, rimanendo leggermente ferito alla testa il 14 luglio. Ai primi di agosto sul Podgora con la sua sezione mitragliatrici partecipò attivamente alla 6ª battaglia dell’Isonzo che portò alla presa di Gorizia, venendo ferito gravemente a un braccio e ottenendo la Medaglia d’Argento al Valor Militare (MAVM).
Promosso tenente, in ottobre lasciò l’ospedale per rientrare al reggimento. Il 20 dicembre venne trasferito alla scuola mitraglieri di Brescia. Il 10 gennaio 1917, dopo 20 giorni di scuola, partì per il Carso con la 529ª compagnia mitragliatrici di nuova formazione, destinata alla Brigata Brescia in linea sul Fajti e a Castagnevizza. Qui la compagnia il 18 gennaio ebbe il battesimo del fuoco, respingendo gli assalti nemici, dopo aver subìto un violento bombardamento.
Il 12 maggio venne richiamato a Brescia per frequentare il corso dei comandanti di compagnia fino al 15 luglio. Il 5 settembre si unì alla 1127ª compagnia mitragliatrici sull’Altopiano della Bainsizza, ma poco dopo chiese di passare negli Arditi. Il 12 ottobre venne trasferito alla scuola dei reparti d’assalto della 2ª Armata a Sdricca di Manzano, assumendo il comando della 1ª compagnia del IV Reparto, guidato dal maggiore Vito Mannacio.
Prese parte ai combattimenti a copertura dell’esercito in ritirata dall’Isonzo al Piave dopo la rotta di Caporetto. Ferito il 1º novembre da scheggia di granata alla spalla sinistra rifiutò di andare all’ospedale, distinguendosi il 10 seguente negli scontri presso la testa di ponte di Vidor.
Dopo alcune dure settimane sul Monfenera durante la Prima battaglia del Piave, il 20 dicembre con 200 Arditi passò al III Reparto d’assalto della 1ª Armata, assumendo il comando della 3ª compagnia, che mantenne sino al 29 novembre 1918. Si segnalò per due audaci colpi di mano a Valmorbia (17 e 24 aprile), che gli fruttarono il passaggio nel ruolo di ufficiale in servizio permanente. Partecipò ai combattimenti sul Monte Corno e il 13 maggio fu ideatore e protagonista dell’epica impresa che portò alla conquista del Corno, per la quale venne decorato di Medaglia d’Oro al Valor Militare (MOVM) motu proprio del re Vittorio Emanuele III (3 luglio).
Il 20 maggio il suo reparto cambiò numerale da III a V, e poco dopo venne inquadrato nel 1º Gruppo della neo costituita Divisione d’assalto. Durante la battaglia del Solstizio, il 18 giugno il tenente Sabatini combatté nella zona del Basso Piave (Losson, Fosso Palumbo e Capo d’Argine) e fu proposto per una Medaglia d’Argento al Valor Militare, che però non gli venne conferita.

21 agosto 1918, Villa Papafava, Granze di Frassanelle. Il tenente Carlo Sabatini, il secondo da sinistra, insieme con tre dei quattro Arditi protagonisti della conquista della Cima del Monte Corno Battisti.

A fine giugno il suo reparto fu trasferito al 5º Gruppo della 2ª Divisione del nuovo Corpo d’Armata d’assalto comandato dal generale Grazioli, che in data 9 agosto firmò il diploma di conferimento a Sabatini della Croce al Merito di Guerra. Il 21 agosto, a Granze di Frassanelle presso villa Papafava, alla presenza del re, dei generali Diaz e Badoglio, di alte cariche militari e di fronte alle truppe schierate del Corpo d’Armata d’assalto Sabatini ricevette la Medaglia d’Oro al Valor Militare.
Alle 23 del 26 ottobre con la sua 3ª compagnia fu tra i primi ad attraversare il Piave poco a sud di Nervesa, creando l’abbozzo di una testa di ponte, che non poté essere completata a causa della distruzione dei collegamenti tra le due sponde ad opera del nemico. Dopo un’intera giornata difendendosi da insistenti attacchi di fanteria e bombardamenti, anche a gas, ormai isolati e senza munizioni, gli Arditi vennero sopraffatti e Sabatini cadde prigioniero. A 36 ore dalla cattura, la sera del 29 ottobre riuscì a fuggire e dopo molte peripezie rientrò al reparto il 1º novembre, accolto come un redivivo.

### In Libia
Dietro sua precisa richiesta il 29 novembre venne trasferito al XIII Reparto d’assalto, a Conegliano, assumendo in seguito il comando del cosiddetto «Plotone d’Oro», costituito da Arditi del V, molti dei quali veterani del Monte Corno.
Imbarcati sui piroscafi «Sofia» e «Taormina» con gli altri reparti del 2º Gruppo e il comandante della Divisione d’assalto, generale Ottavio Zoppi, il 13 febbraio 1919 salparono da Venezia con destinazione Libia, sbarcando a Tripoli tra il 17 e il 18 febbraio senza incidenti.
Per gli intervenuti accordi di pace con i ribelli arabi, gli Arditi non ebbero occasione di intervenire in terra africana. Il «Plotone d’Oro» fu sciolto solennemente il 27 maggio e Sabatini passò a prestar servizio al Comando del 2º Gruppo d’assalto.
Mentre le Fiamme Nere vennero progressivamente rimpatriate nel corso dell'estate, Sabatini rimase a Tripoli sino al 1º settembre. Per lui era iniziato un amaro calvario a causa di un’inchiesta sul comportamento tenuto sulla sponda destra del Piave nella tragica giornata del 27 ottobre.

### Gli anni 1920 e 1930

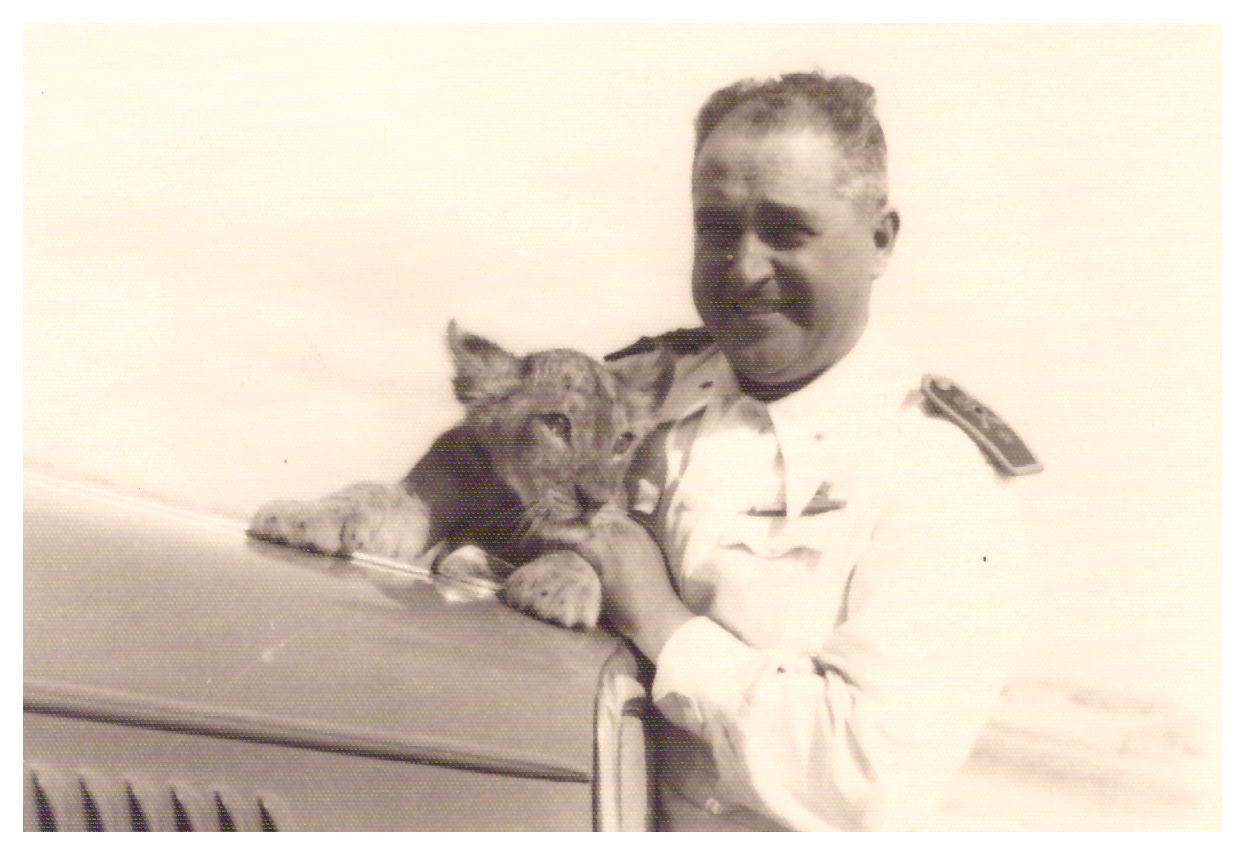
Carlo Sabatini a Mogadiscio nel 1938

Rientrato in Italia a Milano, restò in attesa di giudizio sino all’11 febbraio 1920, allorché venne assolto. Per qualche tempo svolse le funzioni di segretario al Tribunale Militare di Milano, poi il 19 aprile rientrò al Corpo e il 10 settembre venne nominato aiutante maggiore in 2ª. Il 10 novembre dello stesso anno venne trasferito al Collegio Militare di Roma, dove fu tra gli istruttori del principe Umberto II di Savoia, figlio del re Vittorio Emanuele III. Il 4 novembre 1921 fece parte della scorta d’onore che accompagnò il feretro del Milite Ignoto all’Altare della Patria.
Promosso capitano fu alla scuola allievi ufficiali di complemento del Corpo d’Armata di Milano e nel 1930 passò in qualità di aiutante maggiore al comando del III centro automobilistico. Ripresi gli studi si laureò il 3 aprile 1925 in scienze economiche e commerciali all'università di Genova. Il 26 settembre 1923 si sposò a Milano con Edissa Ponzano, da cui ebbe nel 1926, sempre a Milano, il suo unico figlio Gianfranco.
Dal novembre 1935 al dicembre 1939 fu in Africa Orientale Italiana, dove conseguì il grado di maggiore per meriti eccezionali, alla direzione trasporti durante la campagna etiopica e quindi al Corpo automobilistico militare.

### Gli anni 1940 e 1950
All’ingresso dell’Italia nel secondo conflitto mondiale, giugno 1940, col grado di tenente colonnello ebbe le funzioni di direttore automobilistico dell’Intendenza del Comando Superiore delle forze armate in Grecia, fino alla promozione a colonnello per merito di guerra ottenuta nel giugno 1943.
Collocato nella riserva venne promosso maggiore generale dal maggio 1955. Tra le varie decorazioni, si annoverano; oltre alle medaglie commemorative della grande guerra e delle operazioni militari in Africa Orientale, una Medaglia d’Oro e una d’Argento al Valor Militare, la Croce dell’Ordine Mauriziano, la Croce della Corona d’Italia, la Croce d’Oro anzianità Regio Esercito XXV anni e due Croci al Merito di Guerra.
La dura prigionia dello Stalag 367 di Tschenstochau (Częstochowa) prima e quella dello Oflag 73 di Beniaminowo poi, compromisero gravemente la sua salute.
Dopo una lunga malattia, cui si oppose stoicamente, si spense a Roma il 23 marzo 1969.

### Annotazioni
1. ↑  Tale motivazione fu poi sostituita con la seguente: Primo sempre ai cimenti, personificazione vera delle più elette virtù militari, con alto spirito di abnegazione e magnifico ardire, con una scalata che ebbe del prodigioso, poté primo, esempio ai quattro arditi che lo seguirono sotto i vigili occhi delle vedette nemiche, audacemente piombare su numeroso presidio avversario col quale ingaggiò violento corpo a corpo. Nessuno dei nemici fu salvo, i più furono uccisi e nella mischia rotolarono pei dirupi. Sei ne catturò compreso l’ufficiale comandante del presidio. Fattosi poscia raggiungere da forte nucleo dei suoi, si affermò saldamente sulla posizione. Monte Corno, 13 maggio 1918.

### Fonti
1. 1 2  Combattenti Liberazione.
2. ↑  Carolei, Greganti, Modica 1968, p. 40.
3. ↑   Cittadinanza onoraria (JPG) [collegamento interrotto], su comune.rignano-sullarno.fi.it.
4. ↑   Gianluca Sabatini, Ruolo Matricolare, in Ruolo matricolare di Carlo Sabatini nel fondo archivistico distretto militare di Firenze classe di leva 1893.
5. ↑   Bollettino Ufficiale, dispensa n. 34 del 3 giugno 1921.
6. ↑   Bollettino Ufficiale, dispensa n. 46 del 26 luglio 1918.